# Valle de Lasieso

Una imagen del valle de Lasieso.

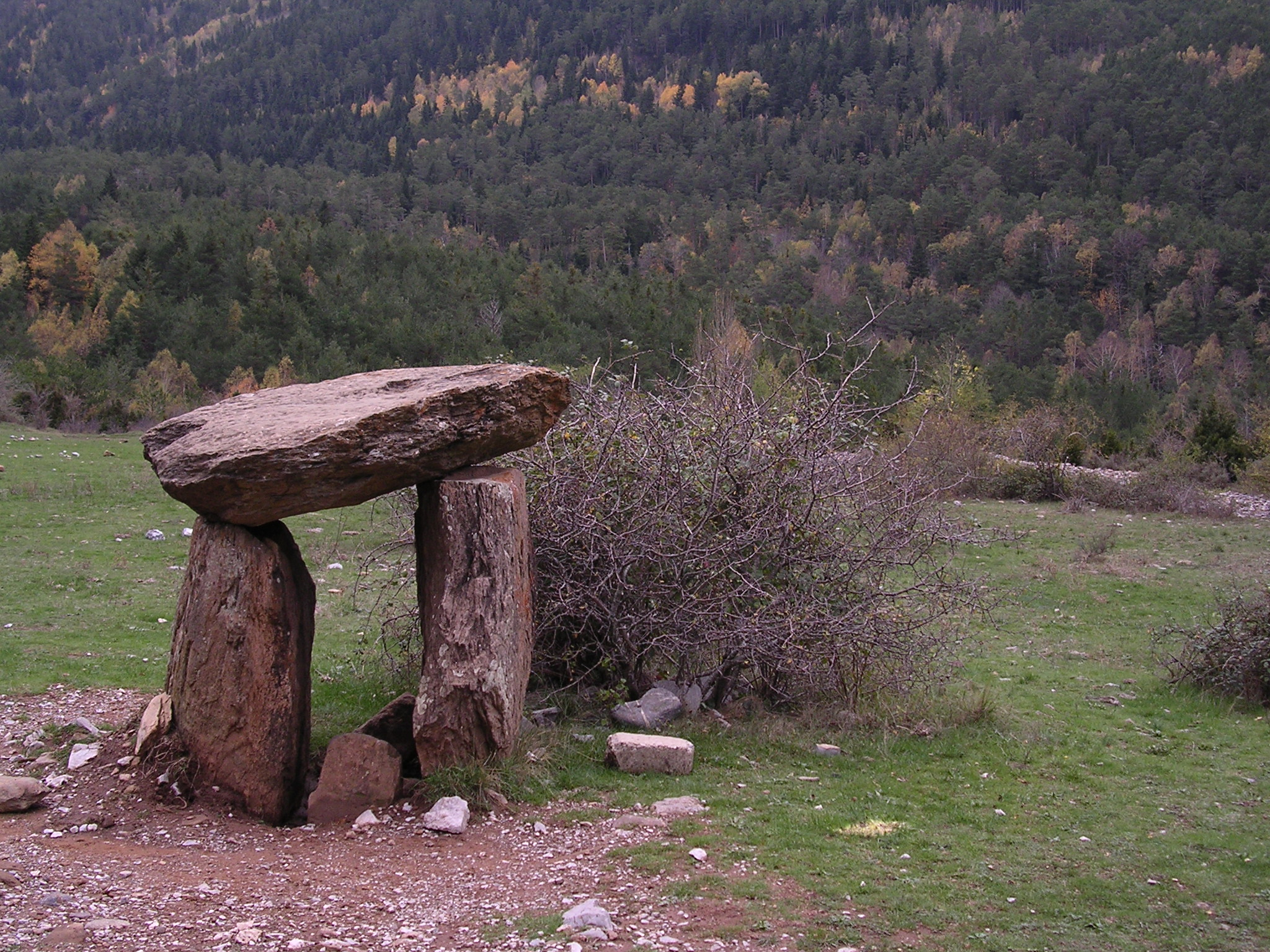
Dolmen de Santa Elena (Biescas).

El valle de Lasieso (en aragonés Bal de l’Asieso) es un pequeño valle pirenaico situado en el municipio de Biescas, en la comarca oscense del Alto Gállego.
Está surcado por el barranco de Lasieso, que da nombre al paraje y lo recorre de este a oeste hasta desembocar en el río Gállego, al amparo de la sierra Tendeñera. No cuenta con localidades habitadas, tan sólo con algunas casetas en el interior de su espeso bosque, empleadas hace tiempo como refugio por pastores o por los carboneros que trabajaban antiguamente en este entorno. Destaca en Lasieso su abundante vegetación y la belleza de un paisaje que invita al excursionismo a lo largo de la pista forestal que lo recorre, además de algunas paredes en las que se practica la escalada.
En sus inmediaciones se encuentra el paraje monumental de Santa Elena, donde se levanta la ermita de la patrona de Biescas y un fuerte militar. A la entrada del valle también se conserva un dolmen.